# I-13 (tàu ngầm Nhật)
I-13 là một tàu ngầm lớp Type A (巡潜甲型潜水艦 Junsen Kō-gata sensuikan) được Hải quân Đế quốc Nhật Bản chế tạo trong giai đoạn Chiến tranh Thế giới thứ hai, thuộc phân lớp Type A Cải tiến 2 (Type AM). Được thiết kế như một tàu sân bay ngầm, nó nhập biên chế năm 1944, và bị máy bay từ tàu sân bay hộ tống USS Anzio (CVE-57) phối hợp cùng tàu hộ tống khu trục USS Lawrence C. Taylor (DE-415) đánh chìm về phía Đông Yokosuka vào ngày 16 tháng 7, 1945.

## Thiết kế và chế tạo

### Thiết kế
Những phân lớp Type A1 và Type A2 dẫn trước đều là những tàu sân bay ngầm, có thể vận hành một thủy phi cơ trinh sát đồng thời được trang bị để hoạt động như soái hạm của hải đội tàu ngầm. Type AM là một phiên bản của Type A2, nhưng các thiết bị chỉ huy được thay thế bằng hầm chứa máy bay lớn hơn, đủ chỗ mang hai thủy phi cơ Chúng có trọng lượng choán nước 3.661 tấn (3.603 tấn Anh) khi nổi và 4.838 tấn (4.762 tấn Anh) khi lặn, lườn tàu có chiều dài 113,7 m (373 ft 0 in), mạn tàu rộng 11,7 m (38 ft 5 in) và mớn nước sâu 5,9 m (19 ft 4 in). Con tàu có thể lặn sâu đến 100 m (328 ft), và có một thủy thủ đoàn đầy đủ bao gồm 108 sĩ quan và thủy thủ.
Type AM trang bị hai động cơ diesel Kampon Mk.22 Model 10 công suất 2.200 mã lực phanh (1.641 kW), mỗi chiếc vận hành một trục chân vịt. Khi lặn, mỗi trục được vận hành bởi một động cơ điện công suất 300 mã lực (224 kW). Khi di chuyển trên mặt nước nó đạt tốc độ tối đa 16,75 hải lý trên giờ (31,02 km/h; 19,28 mph) và 5,5 hải lý trên giờ (10,2 km/h; 6,3 mph) khi lặn dưới nước, tầm xa hoạt động 21.000 hải lý (39.000 km; 24.000 mi) ở tốc độ 16 hải lý trên giờ (30 km/h; 18 mph), và có thể lặn xa 60 nmi (110 km; 69 mi) ở tốc độ 3 hải lý trên giờ (5,6 km/h; 3,5 mph).
Type AM có sáu ống phóng ngư lôi 53,3 cm (21,0 in), tất cả được bố trí trước mũi, và mang theo tổng cộng 12 quả ngư lôi Kiểu 95. Vũ khí trên boong tàu bao gồm khẩu hải pháo 14 cm (5,5 in) đặt phía sau tháp chỉ huy, và hai khẩu đội pháo phòng không 25 mm Type 96 ba nòng cùng một khẩu nòng đơn. Hầm chứa máy bay được mở rộng để chứa hai thủy phi cơ ném bom Aichi M6A1 Seiran, máy phóng máy bay được bố trí hướng ra phía trước, giúp máy bay tận dụng tốc độ hướng ra trước của con tàu khi được phóng lên. Hai cần cẩu xếp lại được bố trí trên boong phía trước dùng để thu hồi máy bay.

### Chế tạo
I-13 được đặt lườn như là chiếc Tàu ngầm số 621 tại xưởng tàu của hãng Kawasaki ở Kobe vào ngày 4 tháng 2, 1943. Nó được đổi tên thành I-13 vào ngày 1 tháng 10, 1943, rồi được hạ thủy vào ngày 30 tháng 11, 1943, rồi hoàn tất và nhập biên chế vào ngày 16 tháng 12, 1944, dưới quyền chỉ huy của Trung tá Hải quân Ohashi Katsuo.

## Lịch sử hoạt động
Vào lúc nhập biên chế, I-13 được phối thuộc cùng Quân khu Hải quân Sasebo và được điều động về Đội tàu ngầm 1 trực thuộc Đệ Lục hạm đội. Nó rời Kobe vào ngày 16 tháng 12, 1944 để đi sang Kure, đến nơi vào ngày hôm sau. Nó bắt đầu thực hành huấn luyện cùng Hải đội Tàu ngầm 11, bao gồm các tàu ngầm I-400 và sau này có cả I-401 tại khu vực phía Tây biển nội địa Seto, trong tháng 1, 1945. Vào ngày 19 tháng 1, I-13 phục vụ như mục tiêu thực hành chống tàu ngầm cho các tàu khu trục Kamikaze và Nokaze.
I-13 đang hiện diện tại Kure khi Lực lượng Đặc nhiệm 58 thuộc Đệ Ngũ hạm đội Hoa Kỳ tung ra đợt không kích xuống căn cứ này vào ngày 19 tháng 3. Khoảng 240 máy bay xuất phát từ các tàu sân bay USS Essex, USS Intrepid, USS Hornet, USS Wasp, USS Hancock, USS Bennington và USS Belleau Wood đã tham gia cuộc tấn công, nhưng I-13 đã thoát được mà không bị hư hại.
Sau khi Không Lực 20 Hoa Kỳ tiến hành cuộc ném bom hàng loạt quy mô lớn xuống Tokyo vào đêm 9-10 tháng 3, Bộ chỉ huy Đệ Lục hạm đội đề xuất một chiến dịch ném bom trả đũa xuống San Francisco, California bởi các thủy phi cơ Aichi M6A1 Seiran xuất phát từ các tàu ngầm thuộc Đội tàu ngầm 1. Tuy nhiên vào tháng 4, Phó Tổng tham mưu trưởng Hải quân Nhật Bản, Phó đô đốc Jisaburō Ozawa, đã từ chối đề xuất này.
Vào cuối tháng 5, I-13 cùng các tàu ngầm khác thuộc Đội tàu ngầm 1 (I-14, I-400 và I-401) được trang bị ống hơi.  Đến ngày 27 tháng 5, I-14 cùng với I-13 rời Kure để đi sang căn cứ hải quân Chikai (nay là Jinhae-gu), Triều Tiên để tiếp nhiên liệu, rồi quay trở về Nhật Bản, đi đến vịnh Nanao gần Takaoka tại bờ biển phía Tây Honshū vào ngày 2 tháng 6.

### Chiến dịch kênh đào Panama
I-400 và I-401 sau đó gia nhập cùng I-13 và I-14 trong vịnh Nanao, và sau đó còn có sáu thủy phi cơ Aichi M6A1 Seiran thuộc Không đoàn Hải quân 631 đặt căn cứ tại Kure đến nơi vào ngày 4 tháng 6 sau một chặng dừng tại Fukuyama. Các tàu ngầm và máy bay bắt đầu huấn luyện từ ngày 6 tháng 6, thực hành tấn công ban đêm nhằm chuẩn bị cho một chiến dịch không kích xuống kênh đào Panama. Theo kế hoạch này, các tàu ngầm sẽ phóng mười thủy phi cơ Aichi M6A1 thả ngư lôi và bom nhằm phá hủy âu tàu tại hồ Gatun, khiến hồ cạn nước và kênh đào sẽ bị tắc nghẽn trong nhiều tháng. Trong quá trình huấn luyện, một ê-kíp thành thạo sẽ chuẩn bị một thủy phi cơ trong vòng bảy phút, và mỗi tàu ngầm sẽ lắp ráp, tiếp nhiên liệu và vũ khí rồi phóng cả ba thủy phi cơ trong vòng 45 phút.
Trong khi Đội tàu ngầm 1 còn đang huấn luyện tại vịnh Nanao, sự kháng cự của lực lượng Nhật Bản tại Okinawa sắp bị dập tắt hoàn toàn, cũng như cường độ của các đợt không kích của tàu sân bay Hoa Kỳ xuống chính quốc Nhật Bản ngày càng gia tăng, Đại bản doanh Nhật Bản quyết định hủy bỏ Chiến dịch ném bom kênh đào Panama vào ngày 12 tháng 6, để sử dụng số tàu ngầm và máy bay này tấn công khu vực neo đậu hạm đội Đồng Minh tại Ulithi thuộc quần đảo Caroline.  Đội tàu ngầm 1 hoàn tất việc huấn luyện vào ngày 19 tháng 6, và sang ngày hôm sau, I-13 tháo dỡ hai thủy phi cơ M6A1 khỏi tàu tại vịnh Nanao, rồi cùng I-14 lên đường đi Maizuru, đến nơi vào ngày 22 tháng 6.

### Chiến dịch Hikari
Lúc 13 giờ 25 phút ngày 25 tháng 6, Hạm đội Liên hợp ra quyết định tiến hành Chiến dịch Arashi để tấn công Ulithi. I-13 và I-14 được lệnh vận chuyển hai máy bay trinh sát Nakajima C6N1 Saiun được tháo rời và đóng thùng đến căn cứ Truk tại quần đảo Caroline vào cuối tháng 7. Những chiếc C6N1 sẽ được lắp ráp lại tại Truk, rồi theo kế hoạch của Chiến dịch Hikari sẽ tiến hành trinh sát Ulithi, ghi nhận sự hiện diện và vị trí của các tàu sân bay và tàu chở quân Đồng Minh. Căn cứ vào thông tin tình báo này, I-400 và I-401 sau đó sẽ phóng tổng cộng sáu thủy phi cơ M6A1 để tấn công tàu bè Đồng Minh vào ngày 17 tháng 8, trong một đợt tấn công ban đêm vào lúc trăng tròn, mỗi chiếc được trang bị một quả bom 800 kg (1.764 lb). Sau đợt tấn công các thủy phi cơ sẽ hạ cánh gần các tàu ngầm để cứu vớt các đội bay, rồi I-13, I-14, I-400 cùng I-401 sẽ đi đến Singapore, nơi mười chiếc M6A1 mới sẽ được đưa lên tàu sẵn sàng cho nhiệm vụ tiếp theo.
Vào ngày 2 tháng 7, 1945, I-13 khởi hành từ Maizuru để cùng tàu ngầm I-14 hướng sang căn cứ hải quân Ōminato ở phía cực Bắc đảo Honshū, đến nơi vào ngày 4 tháng 7. Tại đây nó chất lên tàu hai máy bay C6N1 được đóng thùng, rồi lên đường lúc 15 giờ 00 ngày 11 tháng 7 để bắt đầu Chiến dịch Hikari, hướng sang căn cứ Truk, dự kiến sẽ đến nơi vào ngày 20 tháng 7. Vào ngày chiếc tàu ngầm rời Ōminato, Đơn vị Vô tuyến Hạm đội, Melbourne (FRUMEL: Fleet Radio Unit, Melbourne), một đơn vị tình báo tín hiệu đặt căn cứ tại Melbourne, Australia, đã giải mã được bức điện của I-13, nên dự đoán được vị trí chiếc tàu ngầm đối phương lúc 12 giờ vào các ngày 13, 15 và 18 tháng 7. Tuy nhiên FRUMEL dự đoán sai mục đích của Chiến dịch Hikari là vận chuyển bốn máy bay tấn công tự sát Kamikaze sang Singapore. Phía Nhật Bản mất liên lạc với I-13 sau khi nó xuất phát từ Ōminato.

### Bị mất
Vào ngày 16 tháng 7, lúc 07 giờ 47 phút, một máy bay TBM-3 Avenger thuộc Liên đội Hỗn hợp VC-13 của tàu sân bay hộ tống USS Anzio (CVE-57) đã phát hiện qua radar một tàu ngầm đang đi trên mặt nước ở Thái Bình Dương, tại vị trí khoảng 550 nmi (1.020 km) về phía Đông Yokosuka. Chiếc Avenger đã bắn phá mục tiêu bằng hỏa lực súng máy và rocket HVAR, buộc chiếc tàu ngầm phải lặn xuống nhưng để lại một vệt dầu trên mặt biển. Chiếc Avenger thả hai quả mìn sâu tấn công, rồi thả thêm một phao sonar và một ngư lôi dò âm Mark 24 FIDO. Thêm hai chiếc Avenger thuộc Liên đội VC-13 xuất phát từ Anzio bay đến thay phiên, thả thêm phao sonar và ngư lôi FIDO. Những chiếc Avenger sau đó dẫn đường cho tàu hộ tống khu trục USS Lawrence C. Taylor (DE-415) đến địa điểm một vệt dầu loang lớn, làm bộc lộ vị trí chiếc tàu ngầm. Lúc 11 giờ 40 phút, chiếc tàu hộ tống bắn một loạt 24 quả đạn súng cối chống ngầm Hedgehog, đánh chìm chiếc tàu ngầm, nhiều khả năng là I-13, tại tọa độ 34°28′B 150°55′Đ / 34,467°B 150,917°Đ.
Đến 10 giờ 33 phút ngày 31 tháng 7, trinh sát vô tuyến tình báo Hoa Kỳ chặn được bức điện của Hải quân Nhật cho thấy họ mất liên lạc với I-13 kể từ khi nó rời Ōminato vào ngày 11 tháng 7, và không rõ tung tích. Đến ngày 1 tháng 8, Hải quân Nhật Bản công bố I-13 có thể đã bị mất với tổn thất nhân mạng toàn bộ tại khu vực Truk. Tên nó được cho rút khỏi đăng bạ hải quân vào ngày 15 tháng 9, 1945. Tổn thất toàn bộ 140 thành viên thủy thủ đoàn của I-13 là tổn thất nhân mạng lớn nhất đối với một tàu ngầm Nhật trong Thế Chiến II.